# Le Rire de la Méduse et autres ironies
Le Rire de la méduse et autres ironies est un essai de la critique féministe française Hélène Cixous publié en 1975.
L'ouvrage tire son origine d'un article publié dans le 61e numéro de la revue L'Arc, entièrement consacré à Simone de Beauvoir.
L'ouvrage regroupe les textes Le Rire de la Méduse et Sorties. Le texte Le Rire de la Méduse « a été considéré comme l’un des textes de référence de la deuxième vague du féminisme français ».

## Analyse
Dans l'essai, Hélène Cixous lance l'ultimatum que les femmes puissent, soit lire et choisir de rester piégées dans leur propre corps par un langage qui ne leur permet pas de s'exprimer, soit utiliser le corps comme moyen de communication. Elle décrit un style d'écriture, l'Écriture féminine, qui, selon elle, tente de sortir des règles conventionnelles des systèmes patriarcaux. Elle soutient que l'Écriture féminine permet aux femmes de répondre à leurs besoins en construisant des récits de soi et une identité forte. Le texte se situe dans une histoire de discussions féministes qui séparait les femmes en termes de genre et en termes de paternité. Le Rire de la Méduse aborde cette rhétorique, écrivant sur l'individualité et ordonnant aux femmes d'utiliser l'écriture et le corps comme sources de pouvoir et d'inspiration. Cixous utilise le terme "Logique d'Antilove" pour décrire sa compréhension de l'oppression systématique des femmes par des figures patriarcales. Elle définit la Logique de l'Antiamour comme la haine de soi des femmes, « elles ont fait aux femmes un antinarcissisme ! Un narcissisme qui ne s'aime que pour être aimé par ce que les femmes n'ont pas », cette idée persécute les femmes en les définissant par ce que la tradition misogyne considère comme une infériorité du sexe féminin. Cixous commande aux femmes de se concentrer sur l'individualité, en particulier l'individualité du corps et d'écrire pour redéfinir l'identité de soi dans le contexte de son histoire et de son récit. L'essai comprend l'argument selon lequel l'écriture est un outil que les femmes doivent utiliser pour se défendre afin d'acquérir la liberté dont les femmes ont toujours été privées.
Le Rire de la Méduse est une exhortation et un appel à un « mode féminin » d'écriture que Cixous appelle « encre blanche » et « écriture féminine ». Cixous construit le texte à partir des éléments de ce mode et le remplit d'allusions littéraires. Elle apprend aux femmes à utiliser l'écriture comme moyen d'autorité. Cixous explore comment le corps féminin est étroitement lié à la paternité féminine. Elle transmet ce message en employant un dialogue conversationnel dans lequel elle instruit directement son auditoire. Elle exhorte son auditoire à écrire, en utilisant de nombreuses déclarations conversationnelles directes telles que « L'écriture est pour vous, vous êtes pour vous, votre corps est à vous, prenez-le ». La répétition de Cixous dans son message selon laquelle les femmes doivent écrire pour elles-mêmes et revendiquer leur corps comble le fossé entre la physicalité du corps féminin et leur paternité. Ce faisant, elle remet en question les distinctions entre théorie et pratique en élargissant la tradition rhétorique féministe. Le Rire de la Méduse réussit à créer un style d'écriture qui permet aux femmes de revendiquer l'autorité car il a été créé sur la base de la revendication de la femme sur elle-même et son corps, éliminant ainsi les effets oppressifs du contrôle patriarcal de la rhétorique. Ce texte est aussi une critique du logocentrisme et du phallogocentrisme, car il dépriorise la forme masculine de la raison traditionnellement associée à la rhétorique, ayant beaucoup en commun avec la pensée antérieure du philosophe Jacques Derrida.

## Traduction
Le Rire de la Méduse est traduit en anglais (après avoir été modifié) par Paula et Keith Cohen en 1976.
En hommage aux théoriciens français du féminin, Laughing with Medusa est publié par Oxford University Press en 2006.